# Nyflotjärnen (Alanäs socken, Jämtland)
Nyflotjärnen är en sjö i Strömsunds kommun i Jämtland och ingår i Ångermanälvens huvudavrinningsområde. Sjön har en area på 0,135 kvadratkilometer och ligger 364 meter över havet.

## Delavrinningsområde
Nyflotjärnen ingår i det delavrinningsområde (712415-147786) som SMHI kallar för Mynnar i Ytter-Gissmansvattnet. Medelhöjden är 348 meter över havet och ytan är 17,3 kvadratkilometer. Det finns inga avrinningsområden uppströms utan avrinningsområdet är högsta punkten. Vattendraget som avvattnar avrinningsområdet har biflödesordning 5, vilket innebär att vattnet flödar genom totalt 5 vattendrag innan det når havet efter 232 kilometer. Avrinningsområdet består mestadels av skog (85 procent). Avrinningsområdet har 0,79 kvadratkilometer vattenytor vilket ger det en sjöprocent på 4,6 procent.